# Excalibur (album)
Excalibur – ósmy studyjny album heavymetalowej formacji Grave Digger. Wydany przez GUN Records w 1999 roku. Jest to ostatnia część trylogii, zapoczątkowanej przez Tunes of War, opowiadająca o Królu Arturze i Rycerzach Okrągłego Stołu.

## Lista utworów
1. The Secrets of Merlin – 2:38
2. Pendragon – 4:21
3. Excalibur – 4:46
4. The Round Table (Forever) – 5:10
5. Morgane Le Fay – 5:16
6. The Spell – 4:39
7. Tristan's Fate – 3:39
8. Lancelot – 4:45
9. Morderd's Song – 4:01
10. The Final War – 4:02
11. Emerald Eyes – 4:05
12. Avalon – 5:50

### Limitowana edycja
1. Parcival – 4:59

### Edycjajapońska
1. Rat Bat Blue (cover Deep Purple)

## Twórcy
- Chris Boltendahl – śpiew
- Uwe Lulis – gitara
- Jens Becker – gitara basowa
- Stefan Arnold – perkusja
- Hans Peter Katzenburg – instrumenty klawiszowe